# Serwecz (obwód miński)

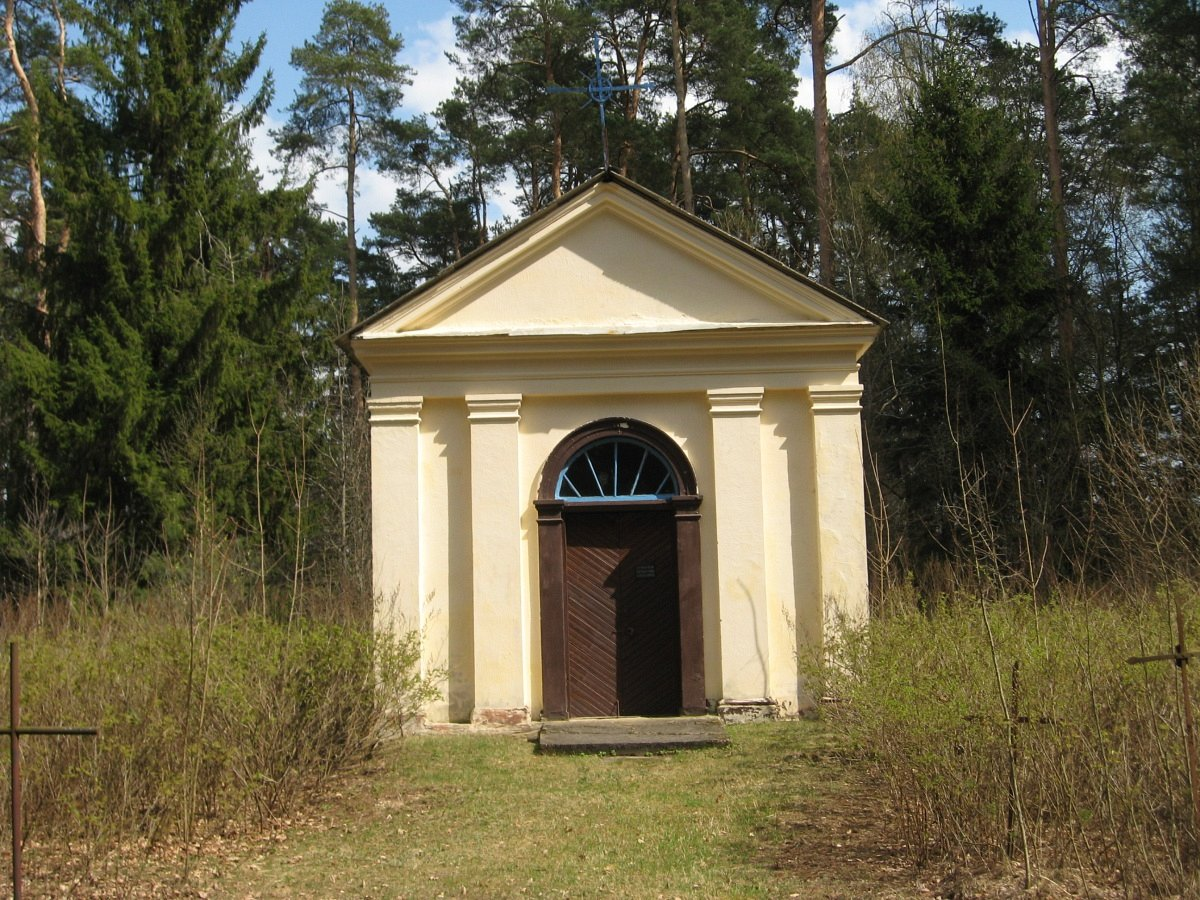
Kaplica grobowa rodziny Koziełł-Poklewskich (2014)

Serwecz (biał. Сэрвач, Serwacz; ros. Сервачь, Sierwacz) – wieś na Białorusi, w obwodzie mińskim, w rejonie wilejskim, w sielsowiecie Ludwinowo. Około 26 km na północny wschód od Wilejki, nad rzeką Serwecz.
Do 2003 roku nosiła nazwę Wielki Serwecz.

## Historia
Majątek Serwecz był znany od początku XVI wieku. W 1505 roku Jan Jurjewicz Zabrzeziński, wojewoda trocki i marszałek wielki litewski otrzymał przywilej królewski w postaci 5 wsi nad rzeką Serwecz. W pierwszej połowie XVIII wieku Serwecz wchodził w skład rozległych dóbr Paców. W 1740 roku Antoni Michał Pac sprzedał Wielki Serwecz Gieczewiczom. Później majątek należał m.in. do rodziny Wazgirdów herbu Odrowąż. Józef Wazgird prawdopodobnie przed 1800 rokiem sprzedał Wielki Serwecz Janowi Koziełł-Poklewskiemu, mężowi Anny z domu Rudomina-Dusiatskiej. Tutejsze dobra odziedziczył po nich ich najstarszy syn Józef Kalasanty, marszałek szlachty powiatu wilejskiego, a po nim – jego urodzony tu syn Jan Koziełł-Poklewski. Najmłodszy syn Jana Józef (1845?–1915), podobnie jak ojciec powstaniec styczniowy, wróciwszy z zesłania w Taszkencie, odziedziczył po ojcu Wielki Serwecz. Ostatnimi właścicielami majątku byli synowie Józefa: Wincenty (1880–1940), zamordowany w Katyniu, Józef (1886–1968) i Tadeusz (1890–1942), rozstrzelany przez Gestapo w Nowej Wilejce.
Po II rozbiorze Polski w 1793 roku dobra te, wcześniej należące do województwa wileńskiego Rzeczypospolitej znalazły się na terenie powiatu wilejskiego (ujezdu) guberni mińskiej, a od 1843 roku – guberni wileńskiej. Po I wojnie światowej Wielki Serwecz wrócił do Polski, po ustabilizowaniu się granicy polsko-radzieckiej w 1921 roku znalazł się w gminie Kościeniewicze w powiecie wilejskim województwa nowogródzkiego. 13 kwietnia 1922 roku gmina wraz z całym powiatem wilejskim została przyłączona do objętej władzą polską Ziemi Wileńskiej, przekształconej 20 stycznia 1926 roku w województwo wileńskie. Od 1945 roku – w ZSRR, od 1991 roku – na terenie Republiki Białorusi.
W latach 80. XIX roku w folwarku mieszkało 47 osób, w 1931 roku w majątku było 62 mieszkańców. W 2009 roku we wsi mieszkało 56 osób.
W 1555 roku zbudowano tu pierwszą cerkiew, a w 1617 roku pierwszy drewniany kościół katolicki fundacji Jana Brzostowskiego i Rafała Sulistrowskiego. W 1684 roku istniał tu zbór kalwiński. W 1852 roku zbudowano tu drewnianą kaplicę katolicką pw. NMP. W latach 50. XX wieku rozebrano ją i przewieziono do jednej z sąsiednich wsi, gdzie wykorzystano ten budulec na klub, który w 2012 rozebrano.
Przydrożną kapliczkę rozebrano w 2012 roku.

## Nieistniejący dwór
Prawdopodobnie Jan Koziełł-Poklewski wybudował tu rozległy, klasycystyczny dwór o założeniu niemal pałacowym, przypominający warszawski Belweder. Był to budynek składający się z trzech korpusów, siedmioosiowy korpus główny był zbudowany na planie prostokąta, parterowy, na wysokim przyziemiu mieszczącym mieszkalne sutereny. Jego trójosiowa część środkowa była dwukondygnacyjna, poprzedzał ją stosunkowo płytki portyk w wielkim porządku, którego cztery toskańskie kolumny stojące na wysuniętym tarasie podtrzymywały belkowanie dekorowane tryglifowym fryzem i nad nimi stosunkowo mały trójkątny fronton z małym kwadratowym okienkiem. W elewacji ogrodowej zamiast portyku był taras widokowy. Część środkowa była przykryta dachem dwuspadowym, części parterowe korpusu głównego – dachami trójspadowymi, a skrzydła – znów dachami dwuspadowymi. Blaszany dach malowany był na czerwono. 
Większość wyposażenia domu została zniszczona w czasie I wojny światowej. Pałac został spalony w czasie II wojny światowej. Do dzisiejszych czasów pozostało porośnięte drzewami rumowisko gruzów. Zachowały się ruiny czworaków, małej ceglano-kamiennej kuźni i gorzelni.
Kilkaset metrów na południe od kompleksu dworskiego znajduje się mały cmentarzyk, na którym stoi odnowiona ostatnio kaplica grobowa Koziełł-Poklewskich pochodząca z lat 40. XIX wieku.
Majątek Wielki Serwecz został opisany w 11. tomie Dziejów rezydencji na dawnych kresach Rzeczypospolitej Romana Aftanazego.

## Urodzeni w Serweczu
- Jan Koziełł-Poklewski –  pułkownik Wojsk Polskich w powstaniu styczniowym, dowódca III Korpusu wojsk powstańczych w latach 1863–1864, komendant Warszawy, uczestnik wojny francusko-pruskiej[12].